# 鳴子町 (名古屋市)
鳴子町（なるこちょう）は、愛知県名古屋市緑区の地名。現行行政地名は鳴子町1丁目から鳴子町5丁目。住居表示未実施。

## 地理
名古屋市緑区北部に位置する。東は篠の風一丁目、西は長根町・古鳴海一丁目、南は高根台・万場山一丁目・池上台、北は天白区・相川に接する。

## 歴史

### 町名の由来
鳴子団地の名称に由来する。団地北側に接する藤川池という溜め池を、地元では「鳴子池」と称していたことによるという。古くは「鳴古池」と書かれ、この呼称は専ら野並村で用いられていた。

### 沿革
- 1962年（昭和37年）夏 - 鳴子団地の入居が開始される[3]。
- 1964年（昭和39年）3月10日 - 緑区鳴海町の一部により、同区鳴子町として成立[1]。
- 1976年（昭和51年） - 一部が池上台一丁目・長根町にそれぞれ編入される[3]。
- 1977年（昭和52年） - 一部が相川三丁目・鳴海町にそれぞれ編入される[3]。
- 1978年（昭和53年）9月23日 - 鳴海町・天白区天白町大字野並の各一部を編入する[1]。
- 1980年（昭和55年） - 一部が相川一丁目および同二丁目に編入される[3]。
- 1984年（昭和59年）11月3日 - 一部が古鳴海一丁目・長根町にそれぞれ編入される[5]。

## 世帯数と人口
2019年（平成31年）3月1日現在の世帯数と人口は以下の通りである。
| 町丁   | 世帯数    | 人口    |
| ------ | --------- | ------- |
| 鳴子町 | 3,159世帯 | 6,502人 |

### 人口の変遷
国勢調査による人口の推移
| 2000年（平成12年） | 8,360人 | [ WEB 6 ] |  |
| 2005年（平成17年） | 7,184人 | [ WEB 7 ] |  |
| 2010年（平成22年） | 6,304人 | [ WEB 8 ] |  |
| 2015年（平成27年） | 6,128人 | [ WEB 9 ] |  |

## 学区
市立小・中学校に通う場合、学校等は以下の通りとなる。また、公立高等学校に通う場合の学区は以下の通りとなる。なお、小・中学校は学校選択制度を導入しておらず、番毎で各学校に指定されている。
| 丁目        | 小学校                                      | 中学校                                      | 高等学校 |
| ----------- | ------------------------------------------- | ------------------------------------------- | -------- |
| 鳴子町1丁目 | 名古屋市立鳴子小学校 名古屋市立長根台小学校 | 名古屋市立鳴子台中学校                      | 尾張学区 |
| 鳴子町2丁目 | 名古屋市立鳴子小学校                        | 名古屋市立鳴子台中学校                      | 尾張学区 |
| 鳴子町3丁目 | 名古屋市立鳴子小学校 名古屋市立戸笠小学校   | 名古屋市立鳴子台中学校 名古屋市立神沢中学校 | 尾張学区 |
| 鳴子町4丁目 | 名古屋市立鳴子小学校 名古屋市立戸笠小学校   | 名古屋市立鳴子台中学校 名古屋市立神沢中学校 | 尾張学区 |
| 鳴子町5丁目 | 名古屋市立戸笠小学校                        | 名古屋市立神沢中学校                        | 尾張学区 |

## 交通
- 名古屋市道鳴子団地大高線[2]

## 施設

### 1丁目
- 鳴子団地[2]
- アーバンラフレ鳴子
- 名古屋市立鳴子幼稚園
- 名古屋鳴子郵便局[2]
- 鳴子交番[2]
- あいち銀行鳴子中央支店

- アーバンラフレ鳴子

### 2丁目
- 鳴子中央公園[2]
- 名古屋市立鳴子小学校[2]

- 鳴子中央公園
- 鳴子小学校

### 3丁目
- 名古屋市立鳴子台中学校[2]

- 名古屋市立鳴子台中学校

## その他

### 日本郵便
- 郵便番号 : 458-0041[WEB 3]（集配局：緑郵便局[WEB 12]）。

## ゆかりのある人物
- 池田佳隆（衆議院議員、三興コロイド化学元代表取締役） - 住所が鳴子町2丁目。

### WEB
1. 1 2  “愛知県名古屋市緑区の町丁・字一覧”.   人口統計ラボ. 2017年10月7日閲覧。
2. 1 2  “町・丁目(大字)別、年齢(10歳階級)別公簿人口(全市・区別)”.   名古屋市 (2019年3月20日). 2019年3月21日閲覧。
3. 1 2  “郵便番号”.  日本郵便. 2019年3月17日閲覧。
4. ↑  “市外局番の一覧”.   総務省. 2019年1月6日閲覧。
5. ↑  名古屋市役所市民経済局地域振興部住民課町名表示係 (2017年10月2日). “緑区の町名一覧”.   名古屋市. 2017年10月7日閲覧。
6. ↑  名古屋市役所総務局企画部統計課統計係 (2005年7月1日). “（刊行物）名古屋の町(大字)・丁目別人口 (平成12年国勢調査) 緑区” (XLS). 2017年10月8日閲覧。
7. ↑  名古屋市役所総務局企画部統計課統計係 (2007年6月29日). “平成17年国勢調査　名古屋の町(大字)別・年齢別人口 緑区” (XLS). 2017年10月8日閲覧。
8. ↑  名古屋市役所総務局企画部統計課統計係 (2012年6月29日). “平成22年国勢調査　名古屋の町(大字)別・年齢別人口 緑区” (XLS). 2017年10月8日閲覧。
9. ↑  名古屋市役所総務局企画部統計課統計係 (2017年7月7日). “平成27年国勢調査　名古屋の町(大字)別・年齢別人口” (XLS). 2017年10月8日閲覧。
10. ↑  “市立小・中学校の通学区域一覧”.   名古屋市 (2018年11月10日). 2019年1月14日閲覧。
11. ↑  “平成29年度以降の愛知県公立高等学校（全日制課程）入学者選抜における通学区域並びに群及びグループ分け案について”.   愛知県教育委員会 (2015年2月16日). 2019年1月14日閲覧。
12. ↑  “郵便番号簿 2018年度版” (PDF).   日本郵便. 2019年3月31日閲覧。

### 書籍
1. 1 2 3  名古屋市計画局 1992, p. 863.
2. 1 2 3 4 5 6 7 8 9  「角川日本地名大辞典」編纂委員会 1989, p. 1526.

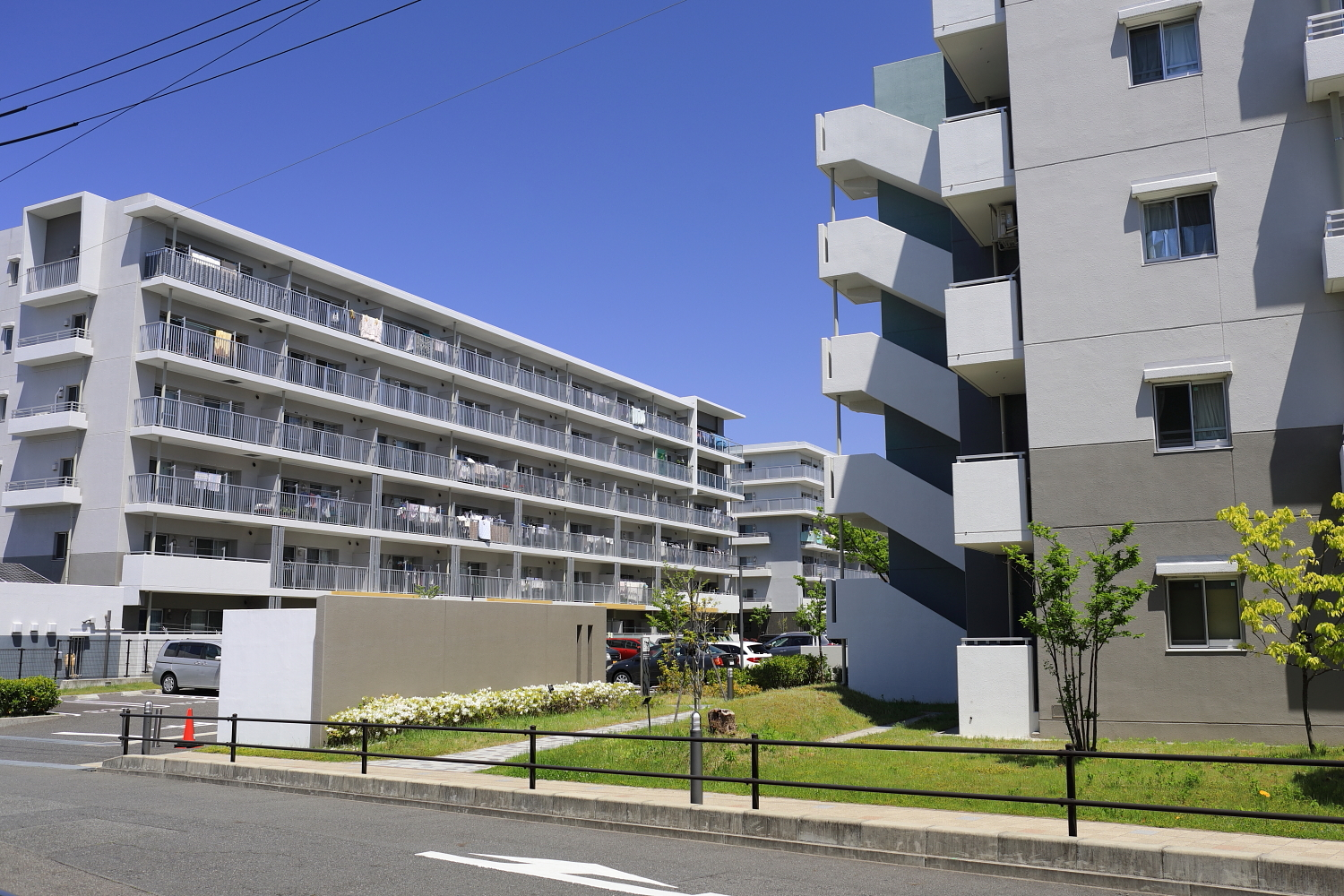
アーバンラフレ鳴子

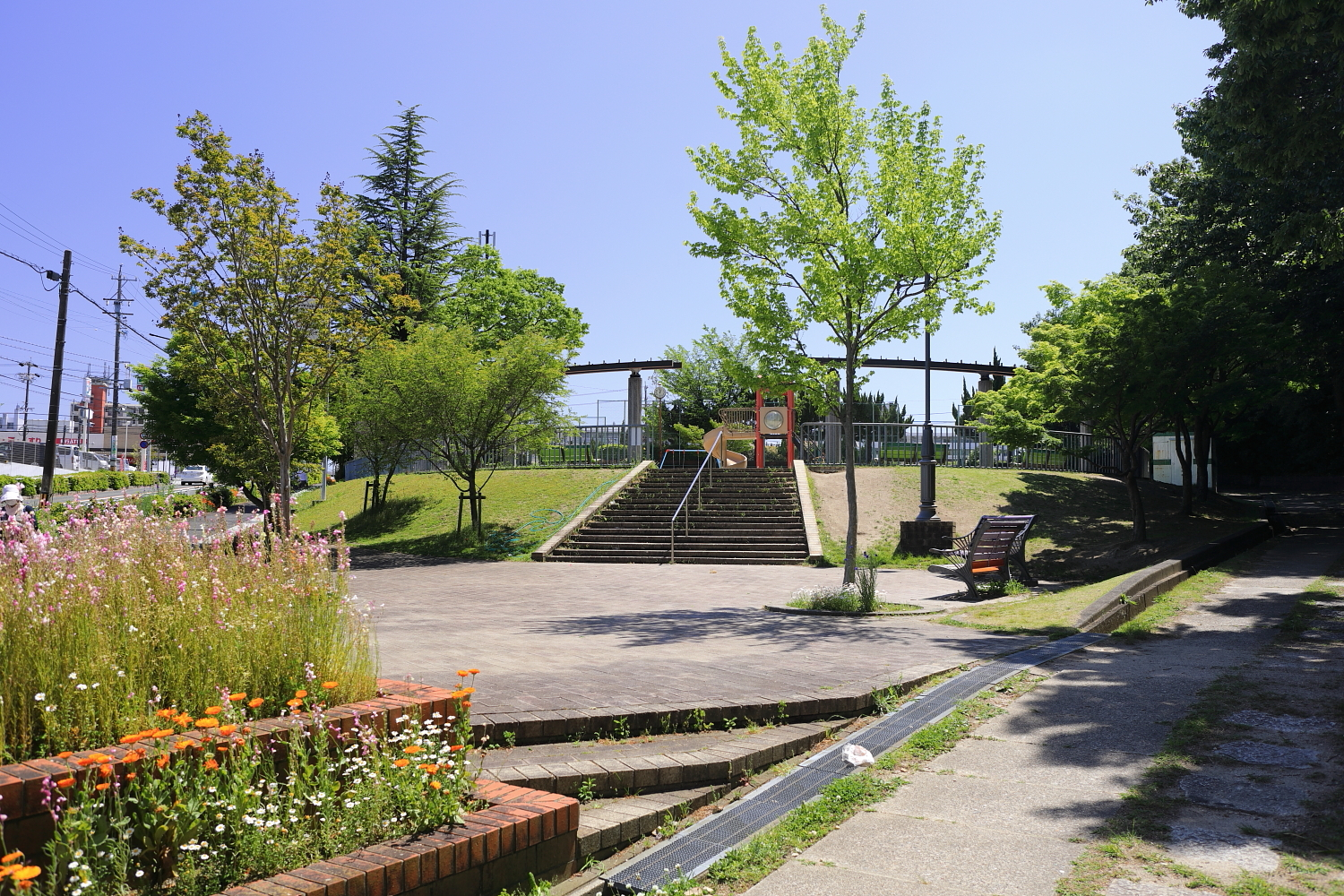
鳴子中央公園
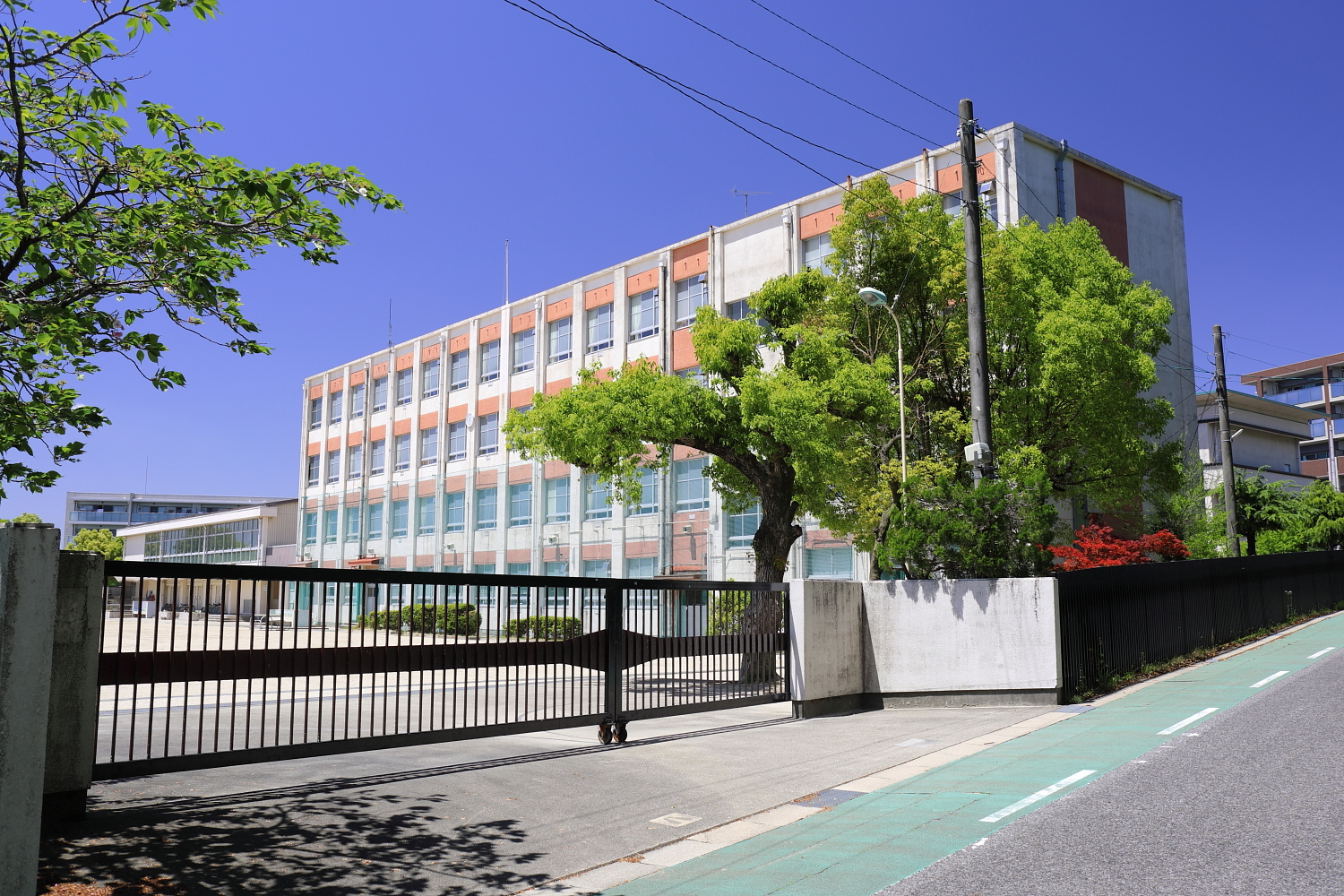
鳴子小学校

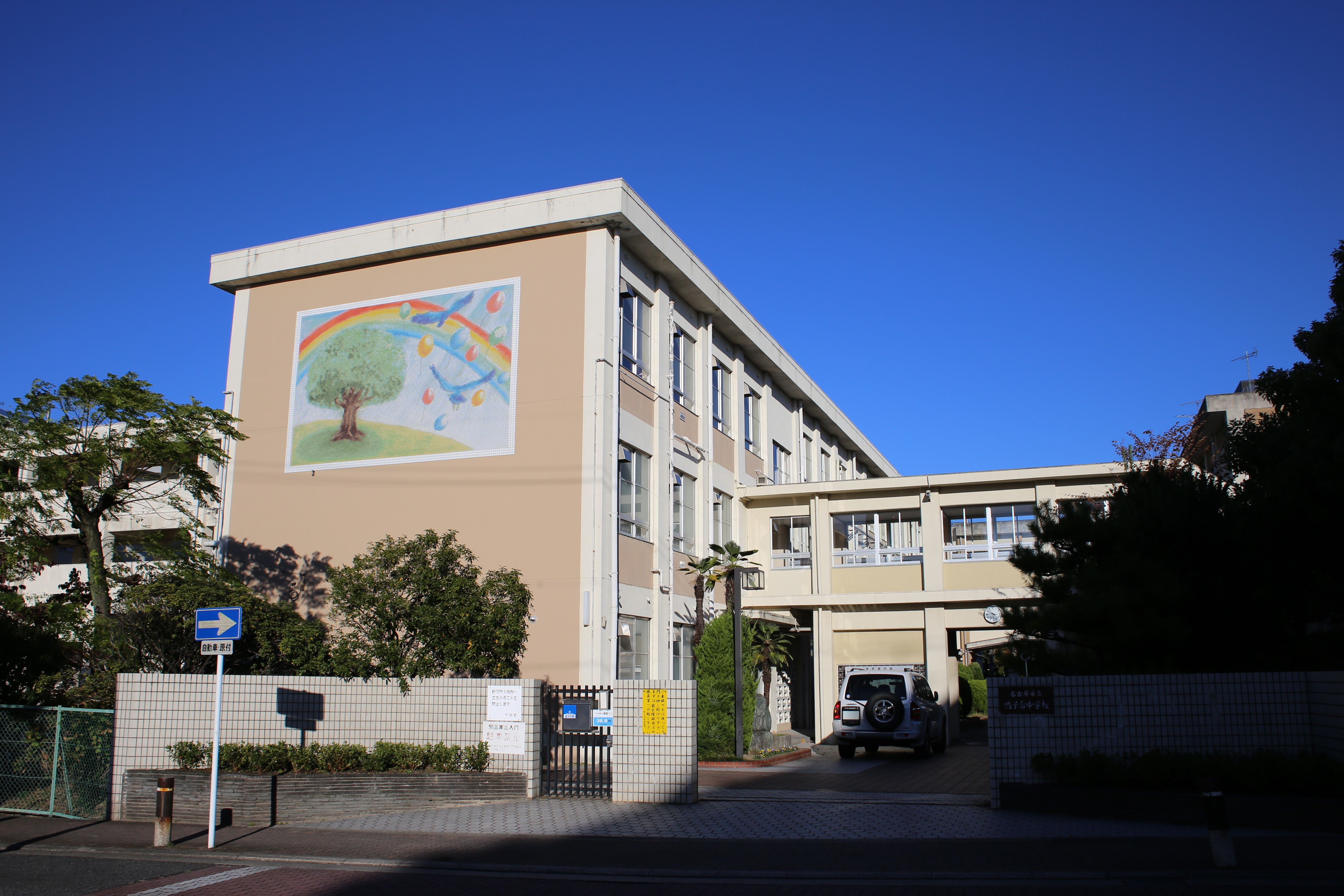
名古屋市立鳴子台中学校

3. 1 2 3 4 5 6  名古屋市計画局 1992, p. 641.
4. ↑  榊原邦彦 1984, p. 212.
5. ↑  名古屋市計画局 1992, p. 862.